# Фома I (патриарх Константинопольский)
Патриарх Фома I (греч. Πατριάρχης Θωμάς; ум. в 610) — патриарх Константинопольский (607—610). Почитается Православной церковью в лике святителей, память совершается 21 марта (3 апреля).
До возведения на константинопольскую кафедру Фома был диаконом, а затем, при патриархе Иоанне IV Постнике (582—595) сакелларием (ризничим) в Великой Константинопольской церкви (собор Святой Софии). После смерти патриарха Кириака (595—606) Фома 21 октября 607 года был возведён на Константинопольский патриарший престол.
Житие относит к патриаршеству Фомы знамение, которое христиане увидели во время крестного хода в Малой Азии: «во время крестного хода и литии носили большие кресты, эти кресты сами собою, с дивною и неудержимою силою стали колебаться, ударялись друг о друга и разбивались». Преподобный Феодор Сикеот истолковал это как указание на предстоящее разорение и беды церкви. Фома попросил преподобного Феодора помолиться, чтобы ему не дожить до этих событий и Феодор исполнил его просьбу. В 610 году святитель Фома скончался. Вскоре Византийская империя вступила в войну с Персией, войска Хосрова II захватили Иерусалим и вывезли из него Древо Животворящего Креста Господня (эти события житие Фомы рассматривает как исполнение знамения, истолкованного Феодором Сикеотом).